# 願経
『願経』（がんきょう、巴: Ākaṅkheyya-sutta, アーカンケーヤ・スッタ）とは、パーリ仏典経蔵中部に収録されている第6経。『希望経』（きぼうきょう）とも。
類似の伝統漢訳経典としては、『中阿含経』（大正蔵26）の第105経「願経」がある。
比丘の三学（戒定慧）の修め方について述べられる。

## 日本語訳
- 『南伝大蔵経・経蔵・中部経典1』（第9巻） 大蔵出版
- 『パーリ仏典 中部（マッジマニカーヤ）根本五十経篇I』 片山一良訳 大蔵出版
- 『原始仏典 中部経典1』（第4巻） 中村元監修 春秋社